# 新民謡
新民謡（しんみんよう）とは、大正期後半（1920年頃）から昭和期にかけて、地方自治体や地方の企業などの依頼によって、その土地の人が気軽に唄ったり踊ったりできて愛郷心を高めるため、またその地区の特徴・観光地・名産品などを全国にPRする目的で制作された歌曲。
昭和初期から20年代にかけて制作された大衆歌謡・流行歌の一分野として生まれたもので、分野名としては戦後廃絶した。しかし戦後であってもご当地ソングのうち、民謡調のものも新民謡とすることが多い。

## 概要
「新民謡」＝「新しい民謡」の名の通り、民謡のうち特に地元色の強い内容の音頭類などに範を取るものとなっている。主な内容は、
- 名所風景

観光名所を歌い込むもの。城跡や花の名所、著名な山・川・港などが多く取り上げられ、その風景の美しさが歌われる。郷土色を出すとともに観光PRを行うオーソドックスな方法である。歌によっては名所をつないで回るものもある。
- 都市風俗

都市（東京など大都市も含む）の風俗を歌い込む。繁華街の地名や目抜き通りの名を挙げ、その繁栄ぶりが歌われる。名所の場合と同じくPR効果は絶大である。
- 名物・名産品

地元独特の名物・名産品を歌い込むもの。米や茶などの農産品、魚などの海産物など農漁業による物産のほか、菓子や焼き物などの加工品が讃辞とともに歌われる。
などである。言葉は標準語が使われることも多いが、方言によるものもある。
ただし内容的には上記のように民謡を限りなく模倣しているが、音楽的には必ずしも全てが民謡的であるとは限らない。音頭調だけでなく、伝統芸能色の強い小唄調、逆に行進曲調など洋楽を元にした流行歌と変わらないものも存在した。洋楽調であるものは「民謡」の定義からは外れているとも言えるが、制作目的が冒頭の定義に沿えば「新民謡」として扱われた。

## 受容
新民謡は通常の流行歌と異なり一律全国展開ではなく、全国展開以外に最初から該当地域のみの地域限定発売が多くあった。「東京音頭」のように著しく流行したために地域限定から全国展開に切り替えられた例もあったが、例外的なものである。
戦後に「新民謡」の分野が衰退して、また、「流行歌」自体も終焉を迎えて歌謡曲の時代となってから、主題が、特定の地域に関連しているだけの「ご当地ソング」が生まれると、従来の「地域限定」という枠は崩れ、全国展開を基本とするようになった。ただし現在でも流通上の都合などで地域限定発売や関係者への頒布のみとしている盤や楽曲は大量に存在する。
なお、沖縄民謡・奄美民謡においては民謡と歌謡曲との境目があまり明確ではなく、民謡と称する新作が日々新たに発表され、地域でメジャーなミュージックシーンに展開されたり、歌謡曲として発表したものが後に民謡とされ歌い継がれる状況がある。

## 代表的な作品
上記の通り地域限定で発売され、全国展開されずに終わった曲もあるため、全国的に著名な作品はそれほど多くない。
- ちゃっきり節

1927年（昭和2年）に静岡電気鉄道（現：静岡鉄道）によって制作。ただし全国的に有名になったのは戦後である。方言を用いているためか、静岡民謡と誤認されることが多いがれっきとした新民謡である。
- 東京音頭

原題は「丸の内音頭」。原題の通り当初は非常にローカルな曲だったが、1933年（昭和8年）に東京全体をカヴァーするように歌詞を変え、小唄勝太郎と三島一声が吹き込んだところ全国的に大ヒット。作曲者・中山晋平と作詞者・西條八十の代表作となった。曲名には「音頭」とあるが、音楽的には「音頭」ではなく「甚句」である。
- ミス仙台

1936年（昭和11年）に制作。西條八十が作詩、古関裕而が作曲、二葉あき子が歌唱。仙台でのヒットを受けて翌1937年（昭和12年）、曲をそのままに西條が新たな歌詞をあてた「乙女十九」が二葉の歌唱で全国発売されヒットした。1962年（昭和37年）には（二代目）コロムビア・ローズの歌唱で、1974年（昭和49年）には島倉千代子の歌唱で発売された。
- 武田節

1961年（昭和36年）に制作。作詞・米山愛紫、作曲・明本京静で三橋美智也がヒットさせた。武田信玄をテーマとした曲であり、かつて中央本線の特急のチャイムとしても用いられた。やはり山梨の伝統的な民謡と誤認されることが多い。
- 安曇節

1923年（大正12年）。  長野県安曇野の松川村の榛葉太生が制作。
- 三朝小唄

1927年（昭和2年）発表。
- 南蛮音頭
- 上州小唄
- 天竜下れば
- ヒヤミカチ節

## 著作権
民謡は自然に発生したもので、著作権は原則として存在しないが、新民謡は、作詞者、作曲者がおり、著作権が存在するものもかなりあるので、引用などには注意が必要である。特に有名となった曲は、新民謡でありながら表向き「民謡」に聞こえるため、元からあった民謡であると勘違いしやすいので注意が必要である。